# Episodi de La que se avecina (ottava stagione)
L'ottava stagione della serie televisiva La que se avecina è stata trasmessa in anteprima in Spagna da Telecinco tra il 13 ottobre 2014 e il 18 maggio 2015.
| nº | Titolo originale                                                                   | Titolo italiano | Prima TV Spagna  | Prima TV Italia |
| -- | ---------------------------------------------------------------------------------- | --------------- | ---------------- | --------------- |
| 1  | Un hombre salvaje, una vieja maldita y un fantasma chupando un caramelo            |                 | 13 ottobre 2014  |                 |
| 2  | Una soltera carroñera, el Urdangarín de la selva y dos putillas en la montaña rusa |                 | 20 ottobre 2014  |                 |
| 3  | Una piña, una gogó cuarentona y un tiburón con dos penes                           |                 | 27 ottobre 2014  |                 |
| 4  | Una gastroscopia, una fiesta loca, loca y el rey de los inodoros                   |                 | 3 novembre 2014  |                 |
| 5  | Unas placas solares, una chacha yonqui y un montón de mierda                       |                 | 10 novembre 2014 |                 |
| 6  | Un amor de instituto, un burro sin zanahoria y una profanación de capilla          |                 | 17 novembre 2014 |                 |
| 7  | Un presidente rayado, una catarata de infortunios y un descubrimiento sobrecogedor |                 | 24 novembre 2014 |                 |
| 8  | Una sentencia, un atentado a Shakespeare y una tigresa encerrada                   |                 | 1º dicembre 2014 |                 |
| 9  | Unos pitufos terroristas, un pajarraco triste y el mandanga style                  |                 | 8 dicembre 2014  |                 |
| 10 | Unas mariposillas, una multiorgásmica y una varicela asesina                       |                 | 15 dicembre 2014 |                 |
| 11 | Un número muy feo, una urraca a la fuga y un cordero por mensajero                 |                 | 22 dicembre 2014 |                 |
| 12 | Un escolta gorrón, un espetero enamorado y una suegra infernal                     |                 | 20 aprile 2015   |                 |
| 13 | Una pretty yonki, una salchicha a la americana y un salami acostado                |                 | 27 aprile 2015   |                 |
| 14 | Un churumbel, una lobotomía romántica y una brutal gore experience                 |                 | 4 maggio 2015    |                 |
| 15 | Una vejación de Juju, una furia furibunda y una frente con gotelé                  |                 | 11 maggio 2015   |                 |
| 16 | Un libro guarro, una loba herida y un pifostio medieval                            |                 | 18 maggio 2015   |                 |